# Relações entre Bangladesh e Coreia do Sul
As relações entre Bangladesh e a Coreia do Sul são as relações bilaterais da República Popular de Bangladesh e da República da Coreia. Bangladesh é um dos muitos países que estabeleceram relações diplomáticas com as duas Coreias. As relações diplomáticas oficiais com a República Popular Democrática da Coreia (Coreia do Norte) foram estabelecidas em 1973. Em 1974, a Coreia do Sul abriu a sua embaixada na capital do Bangladesh, Daca, enquanto o seu homólogo o fez em 1987.

## Visitas de estado
A primeira-ministra Sheikh Hasina fez uma visita oficial à Coreia do Sul de 16 a 18 de maio de 2010 a convite de Lee Myung-bak, Presidente da República da Coreia. A delegação de Bangladesh foi recebida pelo presidente Lee Myung-bak e altos funcionários e recebeu uma recepção calorosa, refletindo a amizade e os laços estreitos entre os dois governos e os dois povos. O presidente Lee Myung-bak e a primeira-ministra Sheikh Hasina mantiveram conversas oficiais em uma atmosfera cordial e trocaram opiniões sobre uma ampla gama de questões bilaterais, regionais e internacionais.
O ex-primeiro-ministro Lee Yung-dug visitou Bangladesh de 2 a 4 de setembro de 1994, seguido pela visita do ex-primeiro-ministro Kim Suk-soo de 8 a 10 de novembro de 2002. Depois O primeiro-ministro Lee Nak-yon, de 17 anos, visitou Bangladesh de 13 a 15 de julho de 2019, o que criou um ímpeto nas relações bilaterais. Ele estava acompanhado por uma delegação de alto nível, incluindo uma delegação de empresários.

## Comércio bilateral
A República da Coreia é um dos parceiros de desenvolvimento de maior confiança de Bangladesh e tem fornecido cooperação e apoio significativos desde o início dos anos 1970. O comércio bilateral entre os dois países está crescendo e crescendo continuamente. atualmente em cerca de US$ 1,57 bilhão. No entanto, as exportações de Bangladesh para a Coreia do Sul somam apenas US$ 352,82 milhões.